# Aphidencyrtoides
Aphidencyrtoides is een geslacht van vliesvleugeligen uit de familie Encyrtidae. De wetenschappelijke naam van dit geslacht is voor het eerst geldig gepubliceerd in 1928 door Ishii.

## Soorten
Het geslacht Aphidencyrtoides is monotypisch en omvat slechts de volgende soort:
- Aphidencyrtoides thoracaphis Ishii, 1928